# ウィル・ハリソン
ウィル・ハリソン（Will Harrison、1999年7月30日 - ）は、JAPAN RUGBY LEAGUE ONE花園近鉄ライナーズに所属するラグビーユニオンの選手。

## プロフィール
- オーストラリア、シドニー出身。
- ポジションはスタンドオフ(SO)、フルバック(FB)。
- 身長 178cm、体重 83kg
- 高校オーストラリア代表の主将を務めたことがある[1]。
- U20オーストラリア代表に選ばれたことがある[2]。

## 略歴
マーセリン・カレッジ卒業後、ランドウィック、シドニーを経て、2018年からワラターズに加入。
2018年にはU20オーストラリア代表に選出。
2024年7月、花園近鉄ライナーズに入団。同年12月21日に行われたJAPAN RUGBY LEAGUE ONE第1節シャトルズ愛知戦にて先発出場でリーグワン公式戦初出場を果たした。